# Каменьщизна (Сілезьке воєводство)
Каменьщизна (пол. Kamieńszczyzna) — село в Польщі, у гміні Попув Клобуцького повіту Сілезького воєводства.
Населення — 200 осіб (2011).
У 1975-1998 роках село належало до Ченстоховського воєводства.

## Демографія
Демографічна структура станом на 31 березня 2011 року:
|          | Загалом | Допрацездатний вік | Працездатний вік | Постпрацездатний вік |
| -------- | ------- | ------------------ | ---------------- | -------------------- |
| Чоловіки | 97      | 22                 | 63               | 12                   |
| Жінки    | 103     | 16                 | 62               | 25                   |
| Разом    | 200     | 38                 | 125              | 37                   |